# Nicolas Bréhal
Œuvres principales
- Les Corps célestes

Pour les articles homonymes, voir Bréhal (homonymie).
Gérald Solnitzki dit Nicolas Bréhal, né à Paris le 6 décembre 1952 et mort à Levallois-Perret le 31 mai 1999, est un écrivain français, lauréat du prix Renaudot en 1993 pour Les Corps célestes.

## Biographie
Directeur littéraire au Mercure de France et critique littéraire au Monde puis au Figaro, il a obtenu le prix Renaudot en 1993 pour Les Corps célestes.

## Œuvre
- Les Étangs de Woodfield (1978)
- Portrait de femme, l'automne (1980)
- La Pâleur et le Sang (1983)
- L'Enfant au souffle coupé (1990)
- Sonate au clair de lune (Prix Valery-Larbaud et Grand prix des lectrices de Elle en 1992)
- Les Corps célestes (Prix Renaudot 1993)
- Le Parfait Amour (1995)
- Le Sens de la nuit (1998).
- La Légèreté française (Théâtre 2002).
- Bonjour Maitresse (Théatre, posthume) au théâtre de Poche Montparnasse, Paris novembre 2013-janvier 2014[2].